# Раздельный (посёлок)
Раздельный — посёлок в Песчанокопском районе Ростовской области. Входит в Зареченское сельское поселение.

## География
Расположен в правобережье Большого Гока в 52 км к юго-востоку от села Песчанокопское, в 205 км от Ростова-на-Дону и в 21 км к северо-востоку от села Красногвардейское.
Находится в 1,5 км от точки стыка границ Ростовской области, Ставропольского края и Калмыкии.
Имеется дорога от посёлка на север — через Красную Поляну к селу Развильное (выход к автодороге Волгоград — Тихорецк), а также дорога от посёлка на запад — в Красногвардейское (выход к автодороге Ростов-на-Дону — Ставрополь).
В посёлке имеются три улицы: Лесная, Набережная и Цветная.

## История
В 1987 году указом ПВС РСФСР поселку второго отделения присвоено наименование Раздельный.

## Население
| 1989 | 2002 | 2010 |
| ---- | ---- | ---- |
| 103  | ↘62  | ↘60  |